# John Walter
John Walter (Londra, 1º gennaio 1738 – Teddington, 16 novembre 1812) è stato un imprenditore britannico, fondatore del quotidiano Times, nato a Londra e istruito alla Merchant Taylors' School.
Dalla morte di suo padre Richard Walter (circa 1755/6) fino al 1781 si impegnò in un business prospero come mercante di carbone. Occupò una posizione di primo piano nella fondazione a Londra di una Coal Exchange, luogo di commercio del carbone; ma, poco dopo il 1781, quando incominciò a ricoprire lui solo la figura di assicuratore e divenne un membro della Lloyds, sbagliò alcune speculazioni e fallì.
Nel 1782 comprò da un Henry Johnson un brevetto per un nuovo metodo di stampa per i logotipi (ad esempio i caratteri delle parole o le loro porzioni, anziché le lettere), e fece ad esso dei miglioramenti. Nel 1784 acquistò una vecchia stamperia a Blackfriars, che costituì il nucleo della futura Printing-house Square, e là istituì il suo Logographic Office.
Sulle prime assunse l'impegno solo della stampa dei libri, ma il 1º gennaio 1785 avviò un piccolo giornale chiamato "The Daily Universal Register", che quando raggiunse il suo 940esimo numero, il 1º gennaio 1788, venne rinominato in "The Times". "The Times" era, all'epoca, un giornale indipendente rivolto a tutte le classi sociali, che si distingueva dalle altre testate perché riportava lo stemma reale del Regno Unito, la prima pagina conteneva solo annunci economici e sociali, come nascite, matrimoni e decessi, e gli articoli non avevano la firma in calce. 
Gli affari con la stampa svilupparono e prosperarono, ma il giornale in principio ebbe un andamento piuttosto variegato, con alti e bassi. L'11 luglio 1789 Walter venne accusato di diffamazione dal Duca di York e venne condannato ad una multa di £50, ad un'incarcerazione di un anno nella prigione di Newgate, a stare alla gogna per un'ora e a dare la garanzia di una buona condotta per sette anni; per ulteriori diffamazioni la multa venne aumentata a £100 e l'incarcerazione ad un secondo anno. Il 9 marzo 1791, comunque, venne liberato e condonato su richiesta del Principe del Galles.
Nel 1799 venne nuovamente accusato di diffamazione secondo una stretta interpretazione della legge, questa volta da parte di Lord Cowper. Lasciò quindi l'amministrazione dell'azienda a suo figlio maggiore, William, e si ritirò (1795) a Teddington, dove visse fino alla sua morte. Nel 1759 sposò Frances Landen (morta nel 1798), con la quale ebbe sei figli. William Walter molto presto abbandonò le mansioni che intraprese nel 1795 e nel 1803 passò l'unica direzione dell'azienda a suo fratello più piccolo, John.